# Rhodostrophia auctata
Rhodostrophia auctata là một loài bướm đêm trong họ Geometridae.